# Аеродром Ђаковица
Аеродром Ђаковица је аеродром у селу Љугбунар, код Ђаковице на југу Србије. Очекује се да ће аеродром постати јаван у наредним годинама, како би га користиле нискотарифне комерцијалне авио-компаније и карго летови.

## Историја
Аеродром је изградио КФОР након рата на Косову и Метохији 1999. године, поред постојећег аеродрома који се користио у пољопривредне сврхе, а коришћен је углавном за војне и хуманитарне летове. Дана 18. децембра 2013. аеродром је предат Влади Републике Косова од италијанских ваздухопловних снага. У оквиру операција италијанског ваздухопловства, Аеродром Ђаковица је обрадио више од 27.000 авиона, 220.000 путника и превоз више од 40.000 тона терета.
Локална и национална влада планира да понуди Аеродром Ђаковица за рад у оквиру јавно-приватног партнерства са циљем да се он претвори у цивилни и комерцијални аеродром.
Косовске власти су пријавиле да је аеродром затворен од децембра 2015. године.